# Otto Rasch
Pour les articles homonymes, voir Rasch.
Otto Rasch (7 décembre 1891 - 1er novembre 1948), était un SS-Brigadeführer, commandant de l’Einsatzgruppe C. Mis en accusation lors du procès des Einsatzgruppen, il meurt le 1er novembre 1948 avant sa condamnation.

## Biographie
Après de longues études universitaires, Otto Rasch obtient deux doctorats, l'un décerné par l'université de Marburg en 1912, l'autre par celle de Leipzig en 1922. Il devient avocat d'affaires.
Il participe à la Première Guerre mondiale au sein de la marine, qu'il quitte avec le grade de lieutenant.
Otto Rasch rejoint le NSDAP en 1931, puis la SS en 1933. Après la prise du pouvoir par les nazis, Rasch devient Bürgermeister (bourgmestre/maire) de Radeberg, puis Oberbürgermeister de Wittenberg. À ce poste, il détourne des impôts pour financer la construction de sa villa : le scandale divulgué met fin à sa carrière politique.
Il rejoint alors le SD. En 1938, il dirige la police d'état à Francfort-sur-le-Main ; début 1939, il est le chef du SD à Prague.
En 1939, il participe à la prétendue attaque de la station radio allemande de Gleiwitz, prétexte au déclenchement de l'invasion de la Pologne. En novembre 1939 il est nommé inspecteur de la SIPO-SD à Königsberg. Il participe activement à l'élimination de l'intelligentsia polonaise. Dans ce but il ouvre en janvier 1940 un camp provisoire à Soldau qui sert également de transit pour les déportations de Juifs vers le Gouvernement général.
Lors de l'invasion de l'Union soviétique, Otto Rasch est le commandant de l'Einsatzgruppe C. Alors SS-Brigadeführer Otto Rasch supervise les pogroms de Lviv, les plus meurtriers, à partir du 30 juin 1941. Début juillet 1941 Otto Rash informe Günther Herrmann chef du Sonderkommando 4b qu'un ordre du Führer ordonnait d'abattre tous les éléments hostiles au Reich et que les Juifs en faisaient évidemment partie. En juillet 1941 7 000 Juifs sont fusillés en guise de représailles pour les exécutions de nationalistes ukrainiens par le NKVD en Galicie. Fin juillet 1941 Otto Rash à Vinnytsia fait savoir à Günther Hermann qu'Adolf Hitler a ordonné la liquidation de toute la population juive. Vers le 11 aout 1941 à Jitomir Otto Rasch informe ses officiers qu'il faut désormais, sur ordre d'Heinrich Himmler transmis à Friedrich Jeckeln, tuer tous les Juifs, femmes et enfants compris. Le Sonderkommando 4a placé sous son autorité commet le massacre de Babi Yar, en Ukraine, les 29 et 30 septembre 1941 qui fait 33 770 morts. Fin octobre 1941 à sa demande il est relevé de son poste de commandement. En octobre 1941, son Einsatzgruppe C avait commis au moins 50 000 meurtres. Il est remplacé par le SS-Gruppenführer Max Thomas.
De janvier 1942 à 1945, Otto Rasch devient directeur de la Kontinentale Öl AG.
Accusé lors du procès des Einsatzgruppen, Rasch est atteint de la maladie de Parkinson. Il en meurt le 1er novembre 1948.

## Source
- (nl) Cet article est partiellement ou en totalité issu de l’article de Wikipédia en néerlandais intitulé « Otto Rasch » (voir la liste des auteurs).

- (de) Cet article est partiellement ou en totalité issu de l’article de Wikipédia en allemand intitulé « Otto Rasch » (voir la liste des auteurs).